# Piedmont, South Carolina
Piedmont är en så kallad census-designated place i Anderson County, och Greenville County, i South Carolina. Vid 2010 års folkräkning hade Piedmont 5 103 invånare.